# Pedro Luìs Baptista Moitinho de Almeida

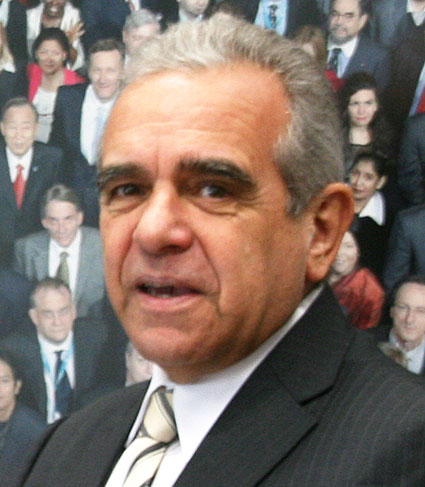
Pedro Luìs Baptista Moitinho de Almeida (2013)

Pedro Luìs Baptista Moitinho de Almeida (* 9. Januar 1951 in Lissabon) ist ein Diplomat aus Portugal.

## Leben
Almeida studierte an der wirtschaftswissenschaftlichen Fakultät der Universität Lissabon, als die Nelkenrevolution am 25. April 1974 stattfand. Er entschloss sich danach, in den Auswärtigen Dienst zu gehen. Nach seiner Ausbildung trat er ab 1978 in den diplomatischen Dienst.
Nach Stationen an den Botschaften und Konsulaten Portugals in Griechenland (wo er zwischen 1983 und 1984 einige Zeit Geschäftsträger und damit Vertreter Portugals in Griechenland war), den Kapverdischen Inseln, Macau, Barcelona und Hong Kong wurde er schließlich selbst hauptverantwortlicher Botschafter. Seine erste Berufung erfolgte im Jahr 2000, als er erster Botschafter Portugals in Osttimor wurde.
Von 2008 bis 2013 war er Botschafter Portugals in Kanada.
Von April 2013 bis April 2017 war er portugiesischer Botschafter in Österreich. Außerdem war er ab 2013 Ständiger Vertreter bei den Vereinten Nationen in Wien und von März 2013 bis Juli 2015 Ständiger Vertreter bei der OSZE.

## Auszeichnungen in Portugal
- 16. November 1983: Orden des Infanten Dom Henrique (Offizierskreuz)
- 2. April 1986: Christusorden (Offizierskreuz)
- 22. April 1989: Portugiesischer Verdienstorden (Offizierskreuz)
- 11. Oktober 1996: Orden des Infanten Dom Henrique (Komtur)
- 20. September 2001: Christusorden (Großoffizier)
- 5. Dezember 2008: Portugiesischer Verdienstorden (Großkreuz)[8]